# NA-2513
La  NA-2513  es una carretera local perteneciente a la Red de Carreteras de Navarra que se inicia en PK 13,96 de N-135 y termina en Sarasibar. Tiene una longitud de 1,62 kilómetros.